# Julian Calero Fernández
Julián Calero Fernández (nascut el 26 d'octubre de 1970) és un exfutbolista espanyol, ja retirat, que jugava com a migcampista i actualment fa d'entrenador.
Després d'una carrera de jugador desenvolupada íntegrament a nivell amateur, va entrenar principalment com a assistent, fins i tot amb la selecció espanyola al Mundial de 2018.

## Carrera
Nascut a Madrid, Calero va representar com a jugador l'AD Parla, el CF Fuenlabrada, el CA Pinto, el Valdemoro CF, el RSD Alcalá i el CD Coslada. Va començar la seva carrera d'entrenador amb la formació juvenil del primer dels equips, i es va traslladar a l'Atlètic de Madrid el 2003.
El 2005, Calero va ser nomenat ajudant de Míchel al Rayo Vallecano de Segona Divisió B. Després de la marxa del tècnic al Reial Madrid, va deixar el Rayo i va ser nomenat entrenador de les categories juvenils del Madrid; també va estar a la plantilla del filial, per darrere de Juan Carlos Mandiá i Julen Lopetegui.
L'octubre de 2009, Calero va substituir Juanvi Peinado al capdavant del Fútbol Alcobendas Sport a Tercera Divisió. Va deixar el club al maig següent, sent substituït per Alfredo Santaelena, i a l'octubre va ser nomenat al capdavant del seu antic club Parla.
Calero es va traslladar a l'estranger per primera vegada en la seva carrera el maig de 2011, sent nomenat ajudant de Dmitri Cheryshev al FC Volga Nizhny Novgorod de la Premier League russa. Posteriorment va tornar per una altra temporada a Parla abans de ser nomenat responsable de l'AD Alcorcón B el 26 de desembre de 2012.
El 2013, Calero va actuar com a segon de Luis Milla a l'Al Jazira Club. El 24 de març de l'any següent va ser nomenat entrenador d'un altre club al qual representava com a jugador, l'Atlético Pinto.
Calero va ser nomenat assistent del FC Porto el 7 de maig de 2014, darrere de Lopetegui. El 15 de juny de 2016 es va incorporar a la plantilla de Fernando Hierro al Real Oviedo.
El 3 de juliol de 2017, Calero va ser nomenat entrenador del CDA Navalcarnero a la tercera divisió. Va liderar el club a la sisena posició durant la campanya, acabant a dos punts dels play-offs.
Calero es va incorporar a la plantilla de Hierro a la selecció espanyola el 13 de juny de 2018, sent nomenat el seu ajudant. L'1 de juliol de l'any següent es va fer càrrec del CF Rayo Majadahonda, acabat de baixar de Segona Divisió, però va ser destituït el 3 de març de 2020, ja que el club estava a sis punts dels play-offs.
El 30 de juny de 2020, Calero va ser nomenat entrenador del Burgos CF de tercer nivell i va liderar l'equip de tornada a Segona Divisió després de 19 anys. Va debutar a nivell professional com a jugador o entrenador el 15 d'agost de 2021 en una derrota per 1-0 contra l'Sporting de Gijón.
El 17 de maig de 2023, després de portar el club a dos 11ens lloc consecutius, Calero va anunciar que marxaria de Burgos al final de la temporada.